# 松永記念館
松永記念館（まつながきねんかん）は、日本の美術館である。所在地は神奈川県小田原市板橋。

## 概要
実業家で茶人としても知られる松永安左エ門が、1959年（昭和34年）2月25日に、自ら蒐集した古美術コレクションを、広く公開する目的で財団法人松永記念館を創立。公開のために建てられた施設が、現在の松永記念館の原点である。松永没後も遺志を引き継いだ財団によって施設等は維持されたが、1979年（昭和54年）、運営難によって財団は解散。コレクションの大半は福岡市美術館に引き取られ、土地・建物は小田原市に寄付された。
土地・建物の寄付を受けた小田原市は翌1980年（昭和55年）10月1日に、小田原市城内にある小田原市郷土文化館の分館として松永記念館を開設。郷土文化館が所蔵する美術品等を展示する施設として利用されることになった。
また、晩年を板橋に暮らした作家・中河与一のコレクションや、近代小田原三茶人と呼ばれる益田孝（鈍翁）、野崎廣太（幻庵）、松永安左エ門（耳庵）の遺品を蒐集・展示している。
庭園は西洋シャクナゲの大木、池に浮かぶスイレン、菖蒲、藤、椿、梅など四季折々の花々と、随所に奈良・平安時代の石造物が点在し、「日本の歴史公園100選」に選ばれた。

## 正式名称と通称
正式には「小田原市郷土文化館分館　松永記念館」であるが、一般的には「松永記念館」と呼ばれている。また地元では単に「松永さん」という人も多い。

## 運営
小田原市が直接運営している。
- 開館時間 9:00～17:00
- 休館日 12月28日～1月3日
- 入館料 無料

## 施設
- 敷地面積　4,884.55m2
- 延床面積　  800.41m2
- 構造
  - 本館　　鉄筋コンクリート造　一部木造瓦葺　2階建
  - 別館　　鉄筋コンクリート造　2階建
  - 葉雨庵　木造瓦葺　一部桧皮葺　平屋建
  - 烏薬亭　木造瓦葺　平屋建
  - 老欅荘　木造瓦葺　平屋建　四畳半台目茶室、広間、近代数寄屋建築
  - 収蔵庫　鉄筋コンクリート造瓦葺　2階建

- 石造物（庭園内）
  - 播磨国分寺塔心礎（奈良時代）
  - 不退寺礎石（奈良時代）
  - 長岳寺五重石塔（平安時代）
  - 長岳寺石橋（平安時代）
  - 東大寺石造蓮池（平安時代）
  - 欅と黒部の石

## 沿革
- 1946年（昭和21年） 松永安左エ門が小田原へ移住。
- 1959年（昭和34年）2月25日 松永安左エ門が財団法人松永記念館を創立。松永記念館を建設して、コレクションを展示する。
- 1971年（昭和46年）6月16日 松永安左エ門永眠（享年96）。
- 1979年（昭和54年） 財団法人松永記念館解散。敷地と建物が小田原市に寄付される。
- 1980年（昭和55年）10月1日 小田原市郷土文化館分館として公開。以降、特別展や平常展示を開催。
- 1986年（昭和61年）3月25日 野崎幻庵の茶室「葉雨庵」移築。
- 1991年（平成3年）5月20日 茶室付属棟・烏薬亭が完成する。
- 1993年（平成5年）　小田原市土地開発公社が、松永安左エ門旧宅「老欅荘」の土地建物を購入。
- 1999年（平成11年）12月 小田原市の「老欅荘」解体計画に対して、茶人や政財界人らによる保存を求める活動が発生。翌年2月4日に小澤良明市長が、解体計画の白紙撤回を表明したことから「老欅荘」の全体保存が決定する。
- 2000年（平成12年）9月26日 「老欅荘」、「葉雨庵」が国の登録有形文化財に登録される。
- 2001年（平成13年）4月 「老欅荘」の整備が終わり、公開される。

## 所在地
- 神奈川県小田原市板橋941-1

## ギャラリー

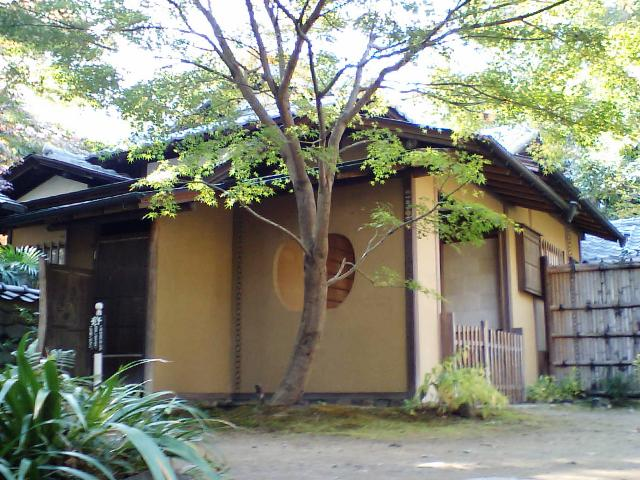
老欅荘
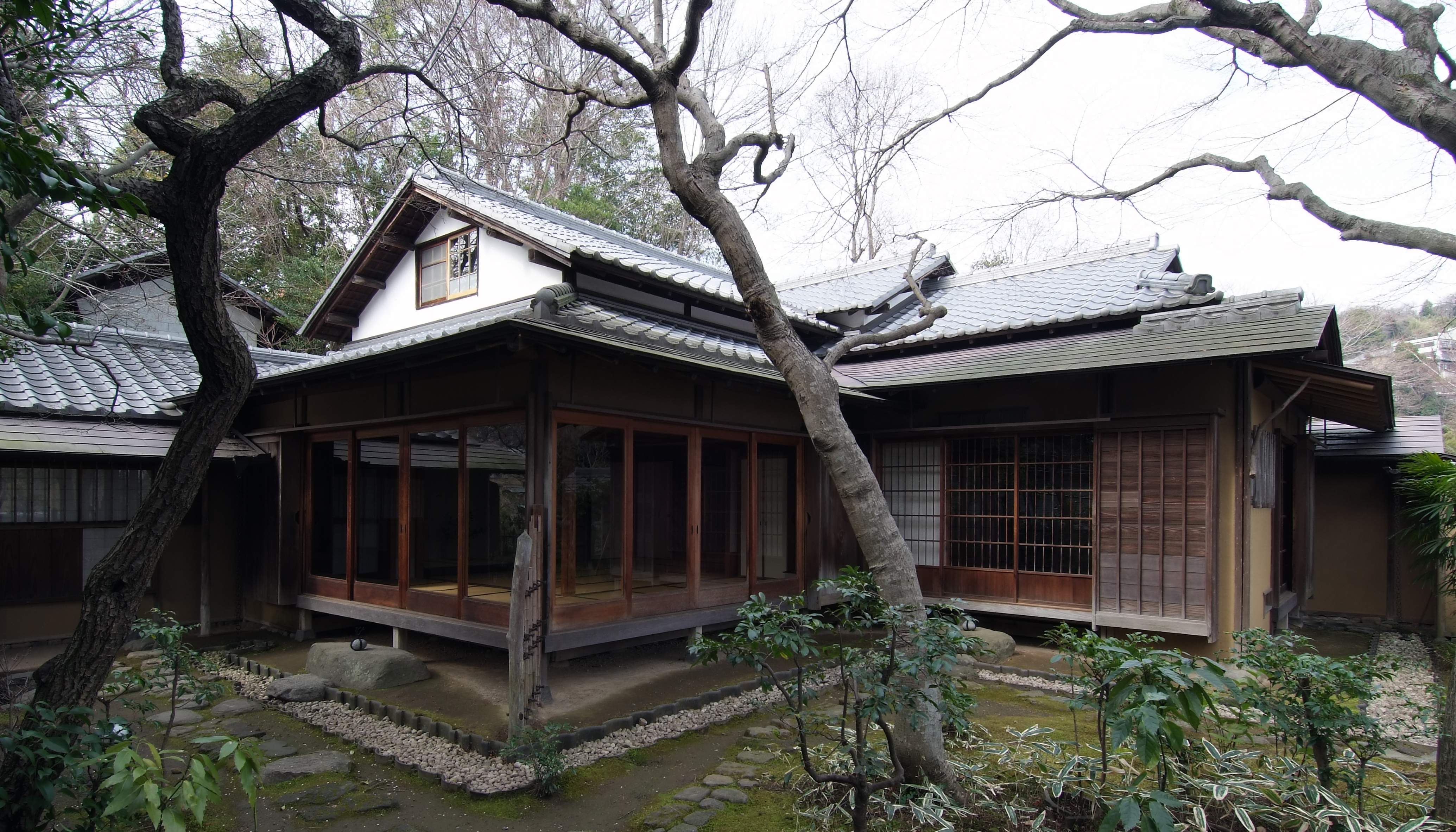
老欅荘
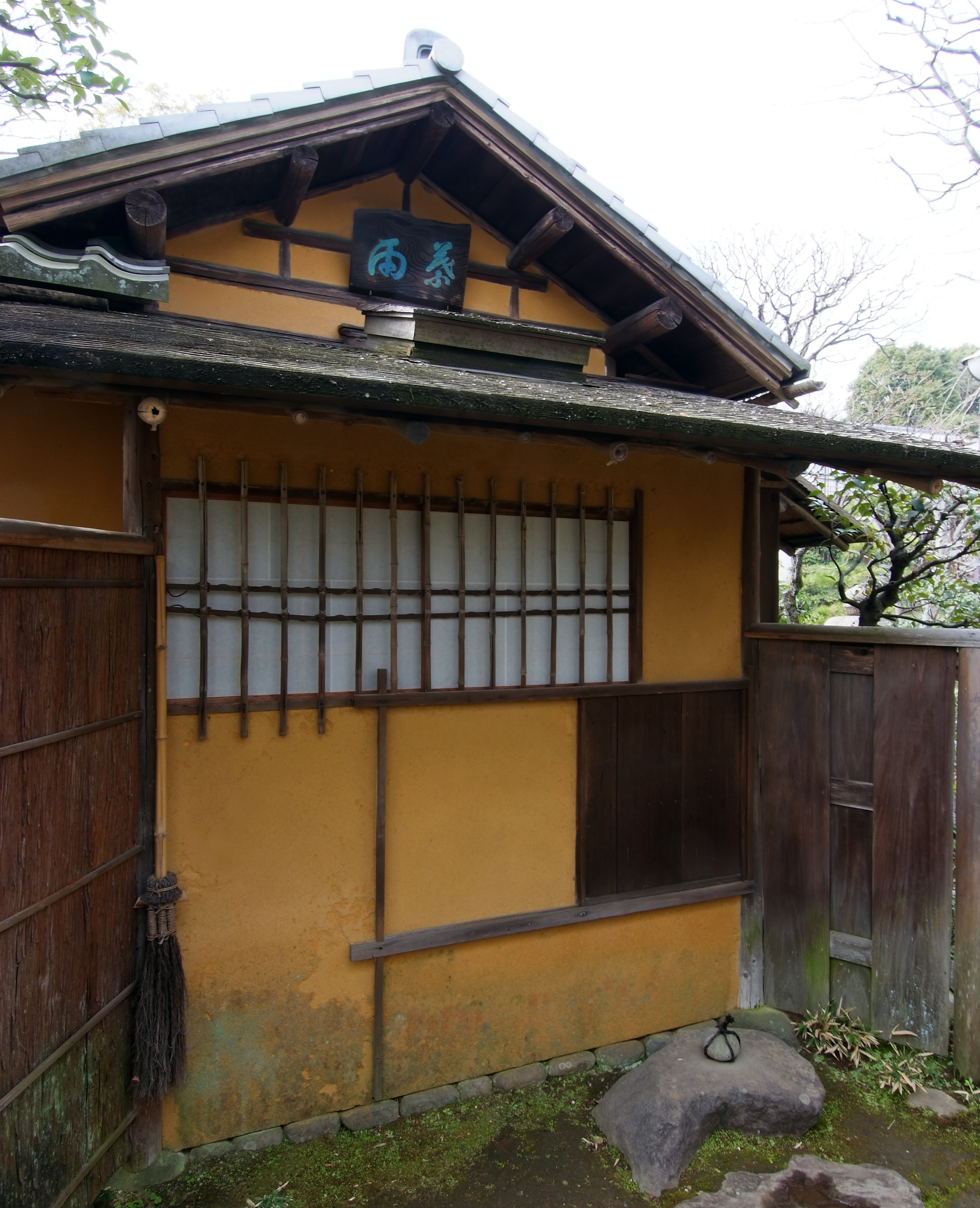
葉雨庵